# Johann Christian Schickhardt

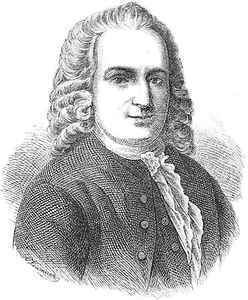
Johann Christian Schickhardt

Johann Christian Schickhardt (* 1682 in Braunschweig; † vor 26. März 1762 in Leiden) war ein deutscher Musiker und Barockkomponist.

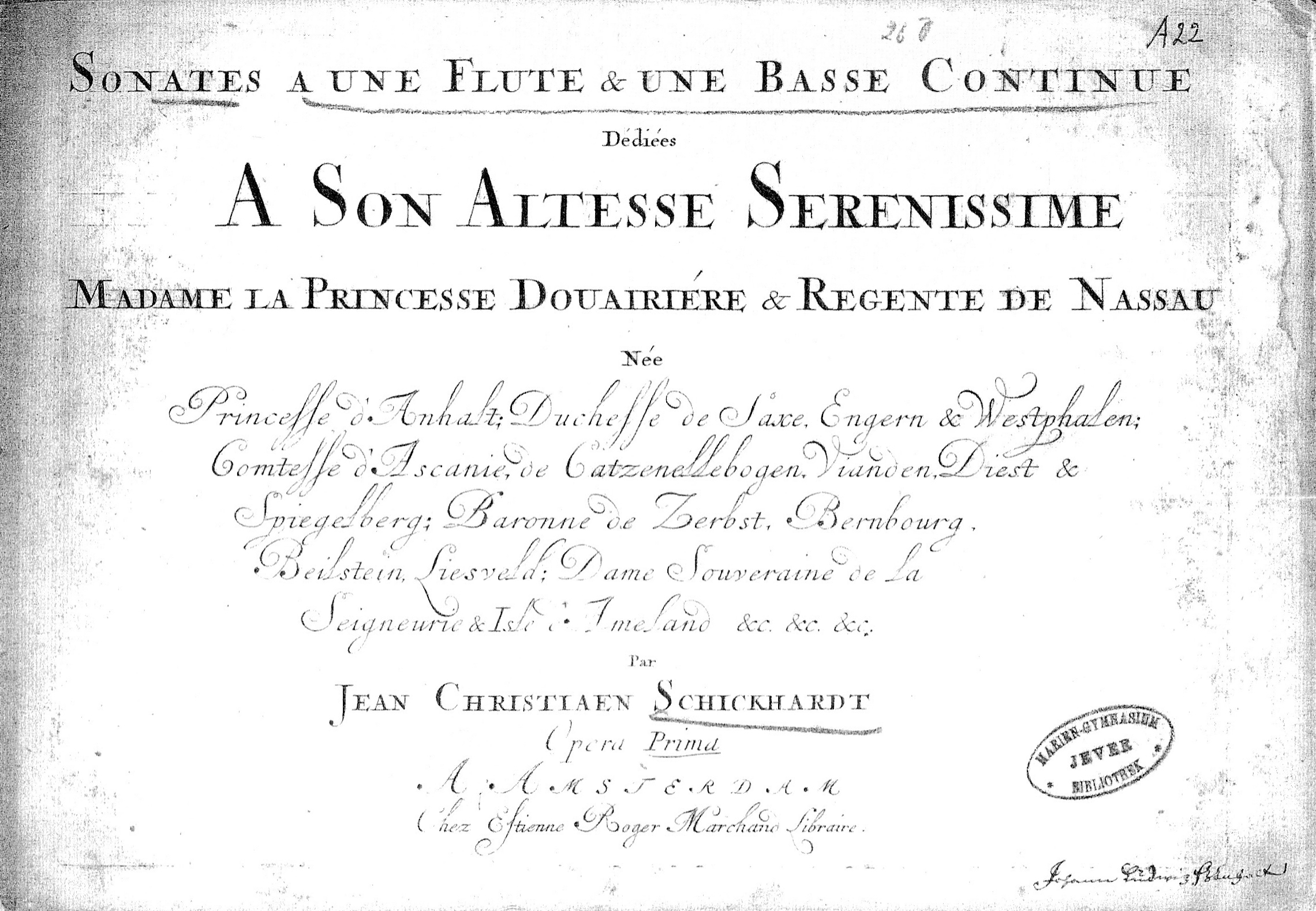
Titelseite zu Sonaten für Flöte und Basso continuo, op. 1 (Erstausgabe Amsterdam o. J., kurz nach 1700)

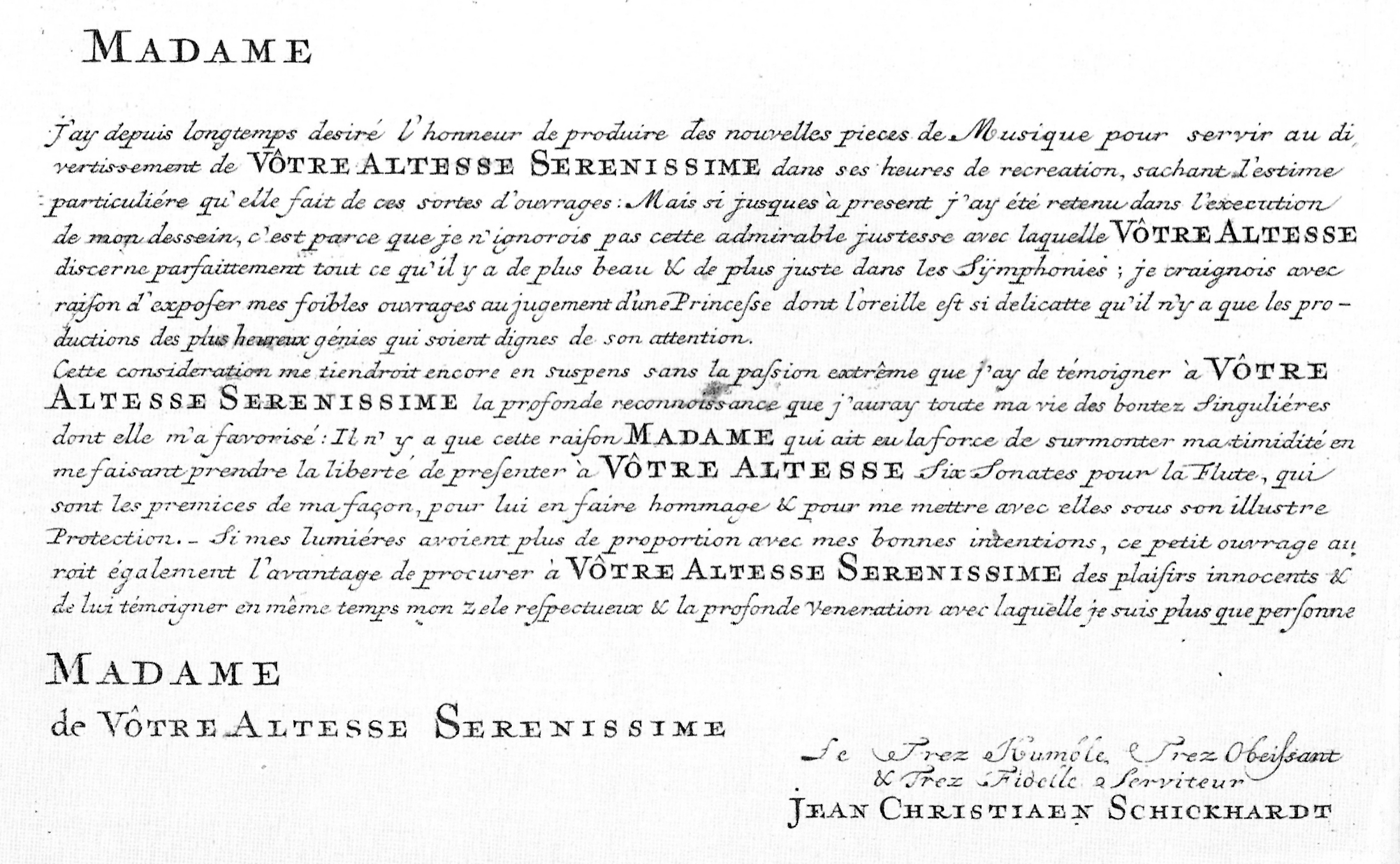
Widmung „Vôtre Altesse Serenissime“ an Prinzessin Henriette Amalie von Nassau-Diez

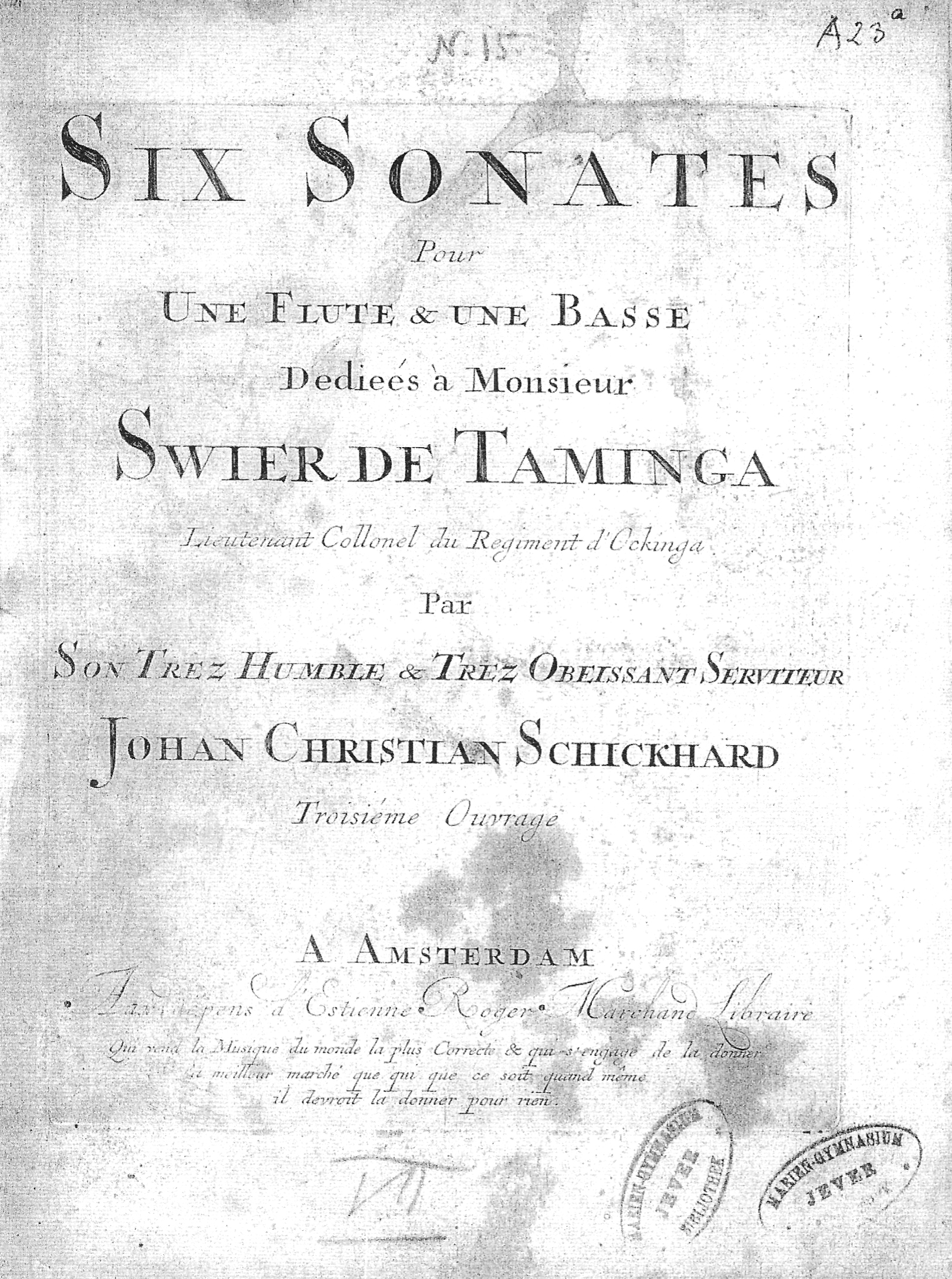
Titelseite zu Sechs Sonaten für Flöte und Basso continuo, op. 3 (Erstausgabe Amsterdam o. J., kurz nach 1700)

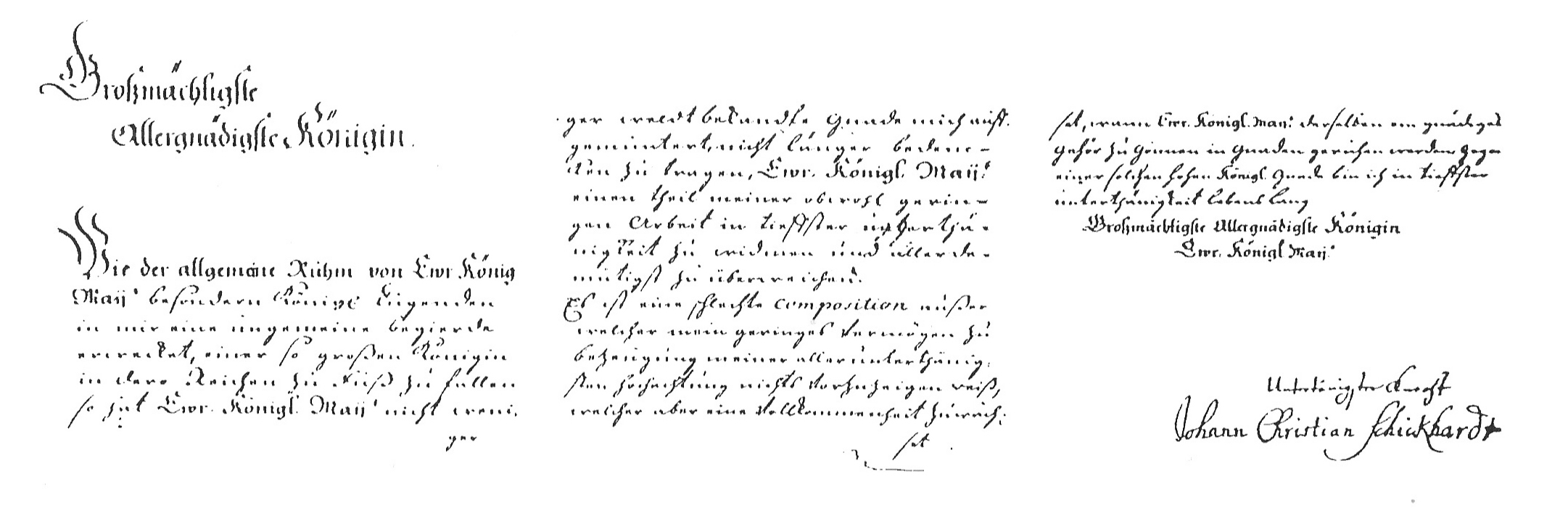
Widmung an Ulrike Eleonore Königin von Schweden im Konzert g-Moll für Altblockflöte und Orchester (1720)

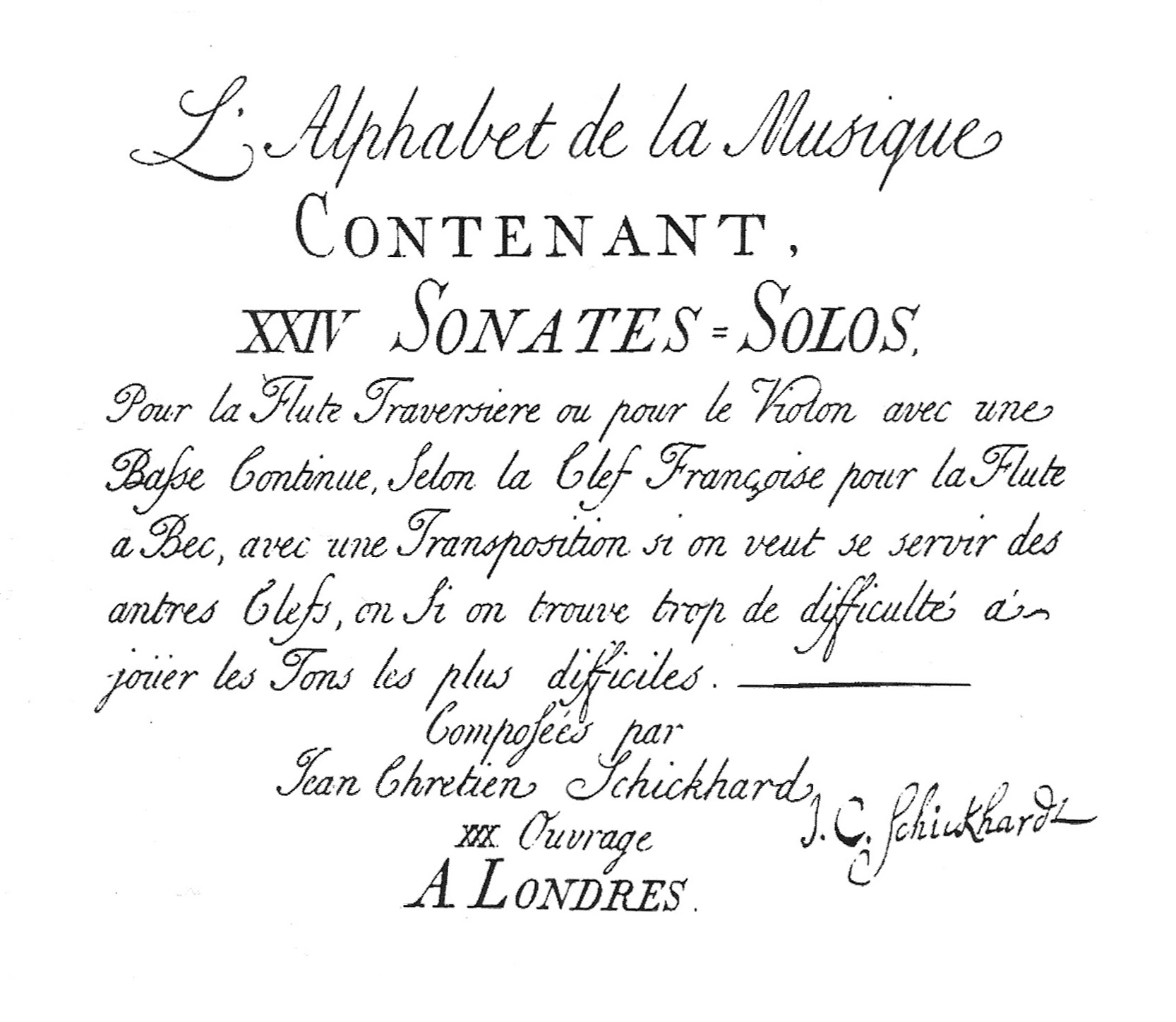
Titel zu L’Alphabeth de la Musique von Johann Christian Schickhardt aus der Erstausgabe, London 1735

## Leben

### Ausbildung
Johann Christian Schickhardts Vorfahren – vermutlich die Großeltern – verließen Siegen oder Herborn infolge des durch den Dreißigjährigen Krieg bedingten Niedergangs der calvinistischen Universitäten und Hochschulen von Siegen und Umgebung. Johann Christian Schickhardt ist also kein Nachkomme von Heinrich Schickhardt dem Älteren.
Seine praktische musikalische Ausbildung zum Flötisten und Oboisten erhielt er am herzoglichen Hof zu Braunschweig-Lüneburg. In dieser Zeit wurde er sowohl vom französischen, als auch vom italienischen Musikstil beeinflusst. Von letzterem, insbesondere durch Arcangelo Corelli, fühlte er sich besonders angezogen. Seine Ausbildung führte er vermutlich bei einem Oboisten im Orchester der seinerzeit berühmten Braunschweiger Oper fort.

### Berufliche Anfänge
Kurz nach 1700 begann Schickhardts berufliche Laufbahn. Er hielt sich damals in den Niederlanden auf und stand in den Diensten des Erbprinzen Friedrich von Hessen-Kassel, der Prinzessin Henriette Amalie von Nassau-Dietz und ihres Sohnes, des Prinzen Johann Willem Friso von Oranien und Nassau-Diez, der aufseiten der englisch-niederländischen Truppen im Spanischen Erbfolgekrieg kämpfte.
In dieser Zeit entstanden seine ersten mit Opusangaben (op. 1–3) versehenen Kompositionen. Die Werke op. 1 und 3 wurden wahrscheinlich in dem Renaissance-Schloss Jever uraufgeführt. Die Originalnoten dieser Werke befanden sich ursprünglich im Besitz des Fürstenhauses Anhalt-Zerbst, dem zu dieser Zeit Ostfriesland gehörte.
Nachdem Prinzessin Henriette Amalie die Niederlande im Jahre 1709 verlassen hatte, suchte er offenbar nach einem neuen Gönner und dachte dabei an Dänemark oder Norwegen. 1710 widmete er eine Sonate aus seinem Opus 5 der von Trondheim stammenden Herzogin von Braunschweig-Lüneburg, Sophie Amalie, sowie die Sechs Violinsonaten op. 8. dem König von Dänemark, Frederik IV. Er verließ die Niederlande und ungefähr von 1710 bis 1711 war er in Diensten des Landgrafen Ernst Ludwig von Hessen-Darmstadt. Dort kam er mit Christoph Graupner in Berührung, der Kapellmeister war.

### Hamburg
1711 heiratete Johann Christian Schickhardt in Hamburg. Auf der Wedde-Rechnung vom 11. Juli 1711 wurde er als Fremder eingetragen, was bedeutete, dass er als „Schutzverwandter“ das Wohnrecht in Hamburg besaß. Er wohnte zunächst in der Hamburger Neustadt an der Alster, auf dem Gebiet der Gemeinde St. Michaelis. Seit 1712 gehörte er als hervorragender Flötist und Oboist dem Orchester der Hamburger Oper am Gänsemarkt an. Ende März 1712 wurde sein erster Sohn Martin Ulrich geboren.
Schickhardt hatte eine gute Verbindung zu dem Amsterdamer Verleger Estienne Roger, bei dem seine Kompositionen erschienen und wirkte in dieser Zeit als dessen Hamburger Agent. 1713 (möglicherweise schon seit 1712) weilte Schickhardt in London, wo er die Sechs Konzerte für vier Flöten und Basso continuo op. 19 schrieb. Diese widmete er bereits in den ersten Monaten des Jahres 1713 dem Generalmusikdirektor Christoph Wilhelm von Brandt, der Oberhofmeister von Sophie Dorothea von Preußen, der Gattin des seit dem 25. Februar 1713 regierenden Königs Friedrich Wilhelm I., war. Er versprach sich offenbar, auf diese Weise eine Anstellung bei der Hofkapelle des Preußenkönigs zu bekommen.
1714 verbesserte sich seine finanzielle Situation merklich. Er zog in Hamburg ins Gebiet der Gemeinde St. Petri, vermutlich in der Kleinen Breder Straße, um. Am 26. Oktober 1714 bekam er das Hamburger Bürgerrecht, nachdem er eine entsprechende Gebühr entrichtet hatte. In Hamburg sind in den Jahren 1714–1718 seine vier weiteren Kinder geboren. Von den Kindern ist bis jetzt nichts bekannt. Da drei seiner Töchter dieselben Vornamen – Elisabeth Catharina – trugen, dürften die ersten beiden bereits kurz nach der Geburt gestorben sein. Zur gleichen Zeit wohnte in Hamburg Schickhardts Zeitgenosse Georg Philipp Telemann, der Musikdirektor an fünf Hamburger Kirchen war. Es ist davon auszugehen, dass sich die beiden kannten.
Um 1717/18 – ohne den Wohnsitz in Hamburg aufzugeben – arbeitete Schickhardt im Dienste des Grafen Johann Friedrich von Castel-Rüdenhausen, der ihn sehr schätzte. Um 1719/20 war er mit Herzog Ernst August I. von Sachsen in Verbindung.

### Skandinavien
Ab 1720 war Johann Christian Schickhardt in Schweden, wo Friedrich von Hessen-Kassel als Frederik I. den schwedischen Thron bestieg. Zu dieser Zeit widmete er sein Konzert für Altblockflöte g-Moll der Königin Ulrika Eleonore von Schweden. Ungefähr 1723 arbeitete er im norwegischen Trondheim für Abraham Dreyer, den Direktor der dortigen Kupferminen. Da damals Norwegen zu Dänemark gehörte, hatte er erneut Beziehungen zum dänischen Königshof. Er hielt sich auch eine Zeit lang in Paris auf, wann genau, ist unbekannt.

### Holland
1735 weilte Schickhardt erneut in London, wo er eine Sammlung von 24 Flötensonaten in allen Tonarten op. 30, das sogenannte L’Alphabeth de la musique, komponierte. Da damals in London zahlreiche Flötenliebhaber lebten, war diese Stadt der geeignetste Ort, um solche Kompositionen zu verkaufen.
Im gleichen Jahr 1735 kehrte er in die Niederlande zurück. Für den Verlag Estienne Roger, der inzwischen von seinen Nachfolgern Jeanne Roger und Michel-Charles Le Cène geführt wurde und seine Kompositionen veröffentlichte, arbeitete er gelegentlich als Redakteur. In dessen Auftrag arrangierte er das berühmte Concerto grosso g-Moll op. 6 von Arcangelo Corelli für zwei Blockflöten und Basso continuo. Seit 1745 lehrte er an der Universität Leiden.
Nach seinem Tod im März 1762 wandte sich seine Tochter Elisabeth Catharina an die Universität mit der Bitte um Beihilfe für die Begräbniskosten. Es ist anzunehmen, dass diese Bitte positiv entschieden wurde; denn mit Bekanntgabe seines Todes am 26. März wurde ihm posthum der Titel „Magister der musikalischen Künste und Mitglied der Akademie“ verliehen.
Das Aussehen von Schickhardt ist nicht überliefert. Es gibt ein Porträt aus dieser Zeit, das durch Veröffentlichungen im „Recorder and Music Magazine“ als sein Porträt bekannt wurde. Der darauf porträtierte Flötist spielt eine schöne Altblockflöte mit Elfenbeinringen. Allerdings gibt es keine konkreten Anhaltspunkte, dass es sich bei dem Porträtierten tatsächlich um Schickhardt handelt.

## Bedeutung
Schickhardts Werk mit der höchsten Opuszahl ist  L’Alphabeth de la musique von 1735. Ohne Opusnummer sind die Zwölf Sonaten für Gitarre, die angeblich von dem Gitarrenlehrer am dänischen Hof, Johann Friedrich Fibiger, arrangiert wurden. Es handelt sich um kurze Werke, die eine Länge zwischen ungefähr 3 und 8 Minuten haben.
Es scheint sehr unwahrscheinlich, dass Schickhardt in der noch langen Zeit zwischen 1735 und seinem Tod keine Musikstücke mehr schuf, doch wo solche verblieben wären, ist ungeklärt. Unter seinen Werken gibt es zwei sogenannte Spielanleitungen, je eine für Flöte (op. 12, von 1712) und für Oboe (von 1730) – ein einmaliges Werk im deutschsprachigen Raum des 18. Jahrhunderts –, die leider verschollen ist.
Schickhardt wurde in erster Linie durch seine Kammermusik berühmt. Seine Sonaten charakterisieren sich durch wohlklingende, harmonische, ausdrucksvolle Töne. Sie wendeten sich an eine breite Schar von Amateurmusikern und auch an den virtuosen Dilettanten, sein Opus 1 ist z. B. atem- und fingertechnisch teilweise anspruchsvoll, ja virtuos. „Für seine Instrumente schrieb er gut und seine Musik war bei den Liebhabern seiner Zeit zurecht beliebt.“
Von seiner Popularität in der ersten Hälfte des 18. Jahrhunderts zeugt eine große Anzahl von Veröffentlichungen in Amsterdam, aber auch die Tatsache, dass seine Werke recht bald als Raubdrucke bei den Londoner Verlegern Walsh und Hare erschienen. Neben der Kammermusik schrieb Schickhart auch Werke, die stilistisch zwischen Kammermusik und konzertanter Musik stehen, zum Beispiel die Concerti op. 9 für vier Blockflöten und Basso continuo und die Sechs Sonaten für Blockflöte, zwei Oboen und Basso continuo.
Mit der Wiederentdeckung der Altblockflöte um 1900, für die Schickhardts zahlreiche Werke bestimmt sind, entstand ein großer Bedarf an geeigneter Literatur, so dass etliche seiner Werke im Neudruck vorliegen. Seine Werke werden auch heutzutage aufgeführt und es gibt mehrere Aufnahmen auf CDs – meistens auf Sammel-CDs –, die barocke Blockfötenmusik präsentieren. Zum 325. Geburtstag Johann Christian Schickhardts sendete SWR2 am 11. Oktober 2007 in der Reihe „Alte Musik“ eine 55-minütige ihm gewidmete Sendung, die neben Informationen über sein Leben vier seine Werke sowie drei Werke seiner Zeitgenossen (Chr. Graupner, G. Ph. Telemann und J. Mattheson) enthielt.

## Kinder

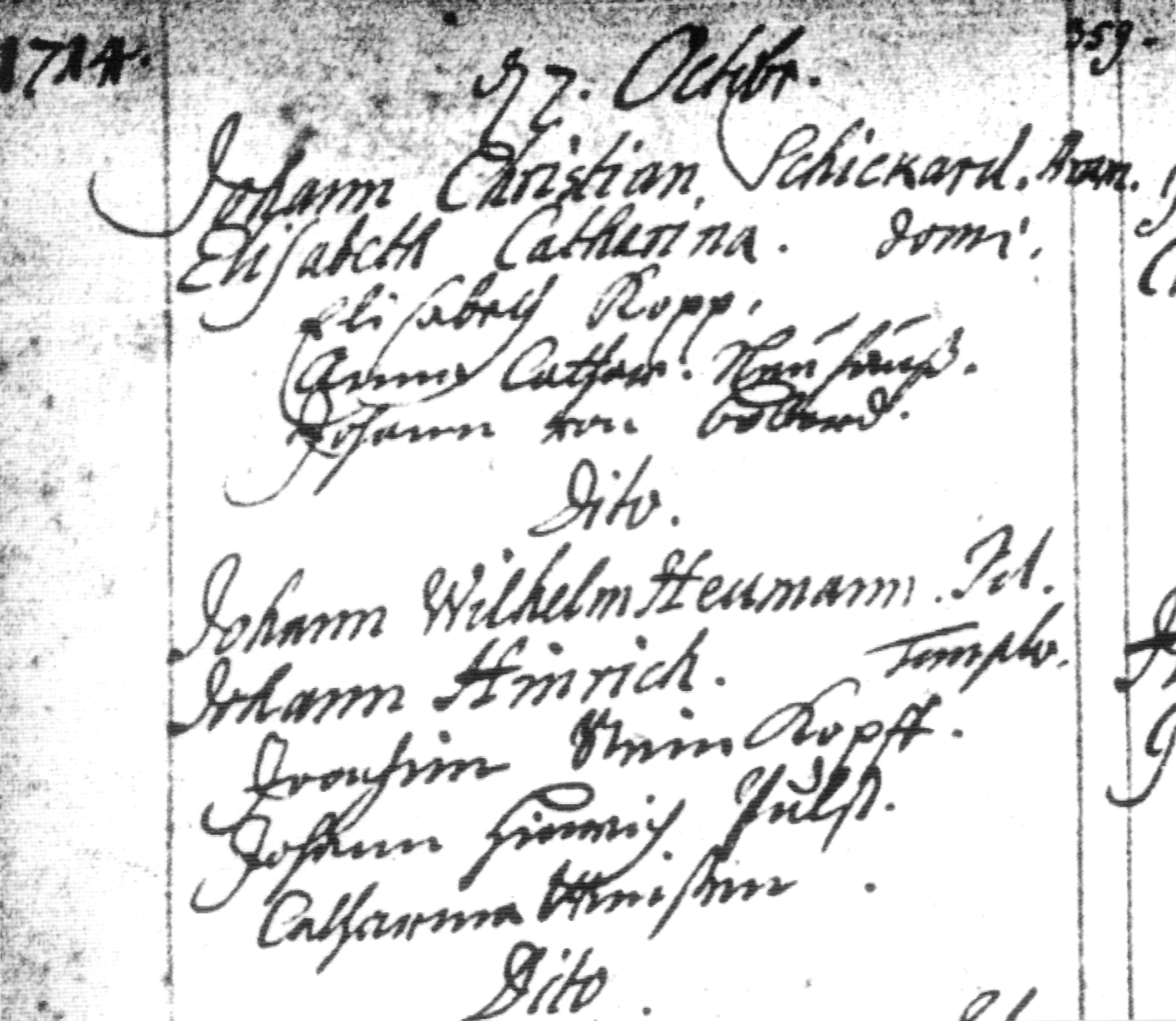
Auszug aus dem Taufbuch der Pfarrgemeinde St. Petri in Hamburg mit dem Eintrag Elisabeth Catharina Schickhardt (1714)

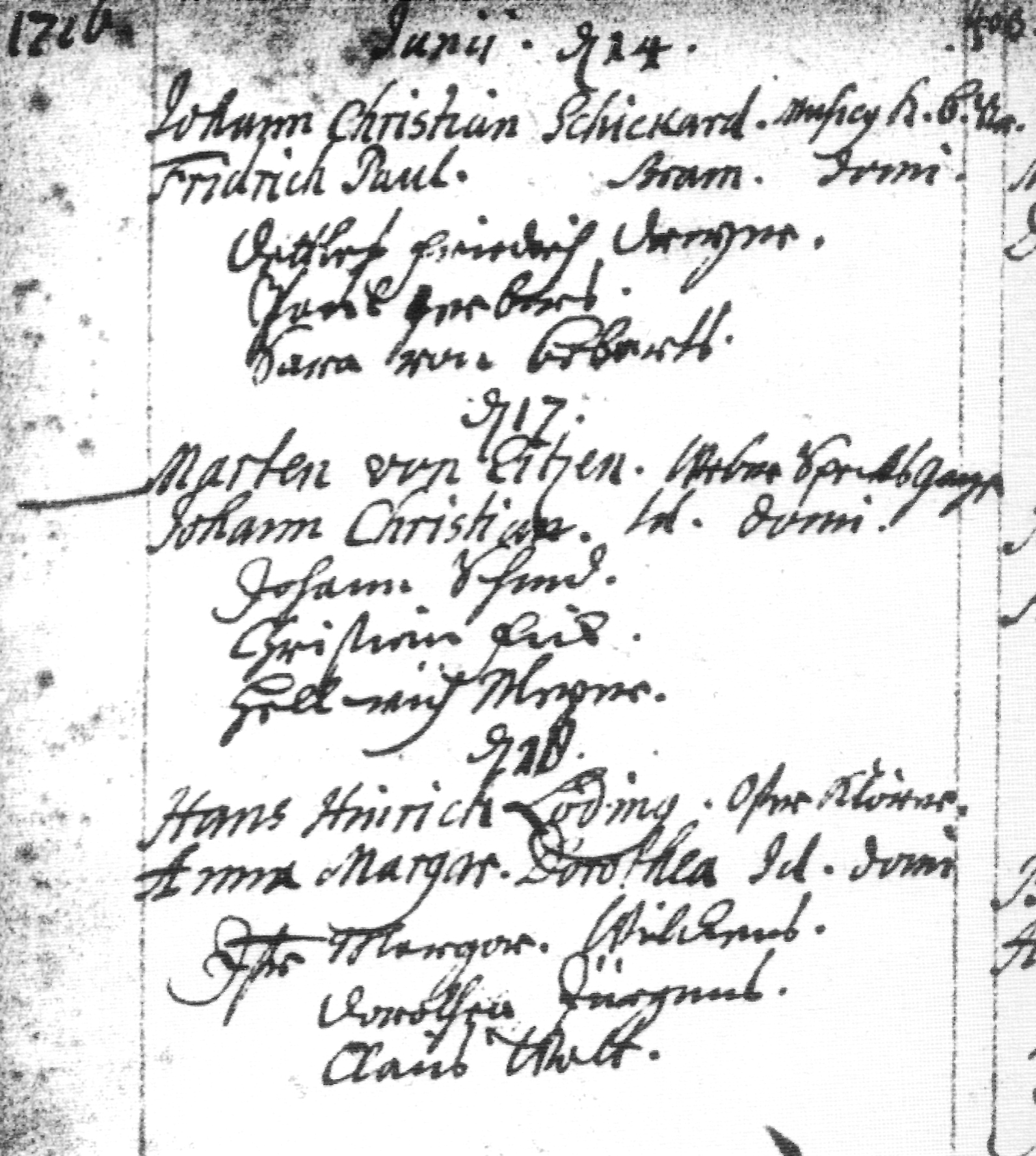
Auszug aus dem Taufbuch der Pfarrgemeinde St. Petri in Hamburg mit dem Eintrag Friedrich Paul Schickhardt (1716)

- Martin Ulrich (getauft am 1. April 1712 in Hamburger Gemeinde St. Michaelis)
- Elisabeth Catharina (I.) (* Oktober 1714)
- Friedrich Paul (* Juni 1716)
- Elisabeth Catharina (II.) (* 1717)
- Elisabeth Catharina (III.) (* 1718)

## Werke
Werke veröffentlicht zu Lebzeiten des Komponisten
- kurz nach 1700: Sieben Sonaten für Altblockflöte und Basso continuo, op. 1, gewidmet der Prinzessin Henriette Amalie von Nassau-Diez. Neuausgabe in: Johann Christian Schickhard, Sechs Sonaten für Altblockflöte und basso continuo op. 1 (2 Bde.), rev. F. J. Giesbert, Mainz: Edition Schott, 1957.
- kurz nach 1700: Sieben Sonaten für Oboe oder Violine und Basso continuo, op. 2, gewidmet dem Prinzen Johann Willem Friso von Oranien und Nassau-Diez
- kurz nach 1700: Sieben Sonaten für Altblockflöte und Basso continuo, op. 3, gewidmet Herren Swier de Taminga, einem Kommandeur der englisch-niederländischen Armee
- [Sechs?] Sonaten für zwei Altblockflöten und Basso continuo, op. 4
- 1710: Sechs Sonaten für Altblockflöte, zwei Oboen oder Violinen, eine Viola da gamba und Basso continuo, op. 5, eine davon gewidmet Sophie Amalie, Herzogin von Braunschweig-Lüneburg
- Sechs Sonaten für zwei Altblockflöten und Basso continuo, op. 6
- Zwölf Sonaten für zwei Oboen oder Violinen und Basso continuo, op. 7
- 1710: Sechs Sonaten für Violine oder Oboe und Basso continuo, op. 8, gewidmet dem König von Dänemark, Frederik IV.
- Sechs Sonaten für zwei Altblockflöten (Basso continuo ad libidum), op. 9
- Sechs Sonaten für zwei Oboen oder Violinen oder Flöten (Basso continuo ad libidum), op. 10
- Recueil de Menuets à un dessus & Basse continue (Menuettensammlung für ein melodisches Instrument und Basso continuo), op. 11
- 1712: „Spielanleitung für Altblockflöte“, op. 12 (enthält 42 Airs für zwei Altblockflöten)
- Sechs Konzerten für zwei Violinen, zwei Oboen oder Violinen und Basso continuo, op. 13
- Sechs Sonaten für Altblockflöte, Oboe oder Violine, Viola da gamba und Basso continuo, op. 14, gewidmet Herzog August Wilhelm von Braunschweig-Wolfenbüttel
- 1730: „Spielanleitung für Oboe“, op. 15 (enthält u. a. Airs für zwei Oboen)
- 1712: Zwölf Triosonaten für zwei Altblockflöten und Basso continuo, op. 16
- 1712: Zwölf Sonaten für Altblockflöte und Basso continuo, op. 17
- Sammlung von Airs für Altblockflöte, op. 18/1
- Sammlung von 146 Airs für Altblockflöte, op. 18/2
- 1713: Sechs Konzerte für vier Altblockflöten und Basso continuo, op. 19, gewidmet dem Generalmusikdirektor Christoph Wilhelm von Brandt
- Sechs Sonaten für Flöte oder Oboe oder Violine und Basso continuo, op. 20/1
- 1723: Sechs Sonaten für Flöte oder Oboe oder Violine und Basso continuo, op. 20/2, gewidmet Abraham Dreyer
- Airs spirituels des Luthériens für zwei Altblockflöten und Basso continuo, op. 21
- Sechs Sonaten für zwei Altblockflöten, eine Oboe und Basso continuo, op. 22
- Zwölf Sonaten für Altblockflöte und Basso continuo, op. 23
- Sechs Sonaten für Altblockflöte und Basso continuo, op. 24
- Sechs Sonaten für Violine und Basso continuo, op. 25
- Sechs Sonaten für zwei Altblockflöten, op. 26
- 1735: Vierundzwanzig Sonaten für Querflöte und Blockflöte oder Violine und Basso continuo, op. 30 (L’Alphabeth de la musique, eine Sonatensammlung in allen Tonarten)
- Verschiedene kleine Stücke für eine oder zwei Flöten oder Oboen in den Veröffentlichungen: The Complet Tutor to the Hautboy (Walsh & Hare, London um 1715), The Complet Flute Master … (Bennett, London um 1760) und Airs für zwei Altblockflöten von Gasparo Visconti, zweite Auflage erweitert um Schickhardts Stücke.

Als Handschriften überliefert
- 1720: Konzert g-Moll für Altblockflöte und Orchester, gewidmet der Königin Ulrike Eleonore von Schweden
- Suite F-Dur für Violine, zwei Oboen, zwei Altblockflöten, Violinen und Basso continuo
- Sonate de Monr: Schicard d-Moll für ein melodisches Instrument (Blockflöte?) und Basso continuo
- Sonate für Altblockflöte und Basso continuo und Sonate für Violine und Basso continuo
- Sechs Sonaten für zwei Altblockflöten und Basso continuo

Bearbeitungen
- Giovanni Battista Tibaldi: Zwölf Sonaten für zwei Violinen und Basso continuo, op. 1, bearbeitet von Schickhardt für zwei Altblockflöten und Basso continuo
- Arcangelo Corelli: Concerti grossi, op. 6, bearbeitet von Schickhardt für zwei Altblockflöten und Basso continuo

Quelle: